# Michael Bond
Pour les articles homonymes, voir Bond.
Pour le joueur australien de rugby à XV, voir Michael Bond (rugby à XV).
Thomas Michael Bond, dit Michael Bond, né le 13 janvier 1926 à Newbury dans le Berkshire et mort le 27 juin 2017 à Londres, est un auteur britannique de littérature pour la jeunesse.

## Biographie

### Jeunesse
Thomas Michael Bond est né le 13 janvier 1926 à Newbury, dans le Berkshire. Il grandit dans la ville de Reading, où ses visites fréquente à la gare ont déclenché très jeune sa passion pour les trains. Son père était manager à la poste.
Il a étudié au Presentation College (en) de Reading. Ses années là-bas a été décrit par lui-même comme malheureux. Il a déclaré à The Guardian en novembre 2014 que ses parents avaient choisi l'école « pour la simple raison que sa mère aimait la couleur des uniformes… elle n'a pas fait beaucoup d'erreurs dans la vie, mais c'était l'une d'entre elles ». Micheal Bond quitte l'école à 14 ans, malgré l'envie de ses parents de l'inscrire à l'université.
Alors que la Seconde Guerre mondiale a éclaté, il travailla dans un cabinet d'avocats pendant un an, puis comme assistant ingénieur pour la BBC. Le 10 février 1943 Bond a survécu à un raid aérien sur Reading. Le bâtiment dans lequel il travaillait s'est écroulé sous ses pieds lors du bombardement, tuant 41 personnes et en blessant de nombreuses autres,. Peu de temps après, il s'est porté volontaire pour servir dans la Royal Air Force à l'âge de 17 ans, mais il fut démobilisé après avoir été diagnostiqué avec un mal de l'air aigu. Il a ensuite servi dans le Middlesex Regiment (en) de l'armée britannique jusqu'en 1947.

### Auteur
Thomas Michael Bond commença à écrire en 1945, alors qu'il était en poste dans l'armée au Caire. Il vendit pour sept guinées sa première nouvelle au magazine London Opinion (en). Après cela il produisit plusieurs pièces de théâtre et nouvelles, et travailla en tant que caméraman de télévision pour la BBC (il travailla sur Blue Peter pendant un temps).
En 1958, il publia chez Collins son premier roman, A Bear Called Paddington (« Un Ours nommé Paddington »), mettant en scène pour la première fois le personnage de l'ours Paddington.
C'est ainsi que débuta la série de livres de Bond relatant les histoires d'un ours du « Pérou le plus sombre », envoyé par sa tante Lucy au Royaume-Uni avec un pot de marmelade. Dans le premier livre, la famille Brown trouve l'ours à la gare de Paddington et l'adopte, en lui donnant le nom de la gare. En 1965, Bond a pu abandonner son travail à la BBC pour travailler à plein temps comme écrivain.
Les aventures de Paddington se sont vendues à plus de 35 millions de livres, et ont été publiées dans près de 20 pays, dans plus de 40 langues. La figure du petite ours a été reprise par de nombreuses personnes dans la sphère anglo-saxonne, ainsi repris dans des films et des adaptations pour la télévision,. Bond déclara en décembre 2007 qu'il n'avait pas l'intention de continuer les aventures de l'ours Paddington dans d'autres volumes, mais en avril 2014, il a été rapporté qu'un nouveau livre, intitulé Love From Paddington (« L'amour de Paddington »), serait publié pour l'automne. Dans Paddington, un film de 2014 basé sur la série de livres, Bond a fait un caméo crédité.
Bond a également écrit une autre série de livres pour enfants, racontant les aventures d'un cochon d'Inde nommé Olga da Polga, qui doit son nom à l'animal de compagnie de la famille Bond, ainsi que la série télévisée animée de la BBC Les Herbes (1968). Bond a également écrit des romans de détective, mettant en vedette Monsieur Pamplemousse et son fidèle chien Pommes Frites.
Bond a écrit Reflection on the Passing of the Years peu après son 90e anniversaire. Le texte a été lu par Sir David Attenborough à l'occasion de la cérémonie commémorant le 90e anniversaire de la reine Elizabeth II à la cathédrale Saint-Paul en juin 2016.
Le 20 juin 2016, StudioCanal a acquis la franchise Paddington. Bond a été autorisé à conserver les droits d'édition de sa série en livre, qu'il a cédés après coup  en avril 2017 à HarperCollins sous licence.

### Vie privée et mort
Bond a été marié deux fois : la première fois à Brenda Mary Johnson en 1950, dont il s'est séparé dans les années 70 avant de divorcer en 1981 ; et à Susan Marfrey Rogers en 1981. Il a eu deux enfants. Il a vécu à Little Venice, à Londres, près de la station de métro Paddington, l'endroit qui a inspiré bon nombre de ses livres,,.
Il meurt le 27 juin 2017 à l'âge de 91 ans à son domicile londonien,.

## Publications

### SérieOurs Paddington

#### Albums
Textes : Michael Bond. Illustrations : R.W. Alley
- Paddington : l'histoire de l'ours qui venait du Pérou. Michel Lafon, Paris, avril 2014  (ISBN 978-2-7499-2188-4)
- Paddington jardine. Michel Lafon, Paris, avril 2014  (ISBN 978-2-7499-2189-1)
- Le Noël surprise de Paddington. Michel Lafon, Paris, octobre 2014  (ISBN 978-2-7499-2228-7)
- Paddington graine de champion. Michel Lafon, Paris, octobre 2014  (ISBN 978-2-7499-2229-4)

#### Romans
Textes : Michael Bond. Illustrations : Peggy Fortnum
Les deux premiers ouvrages sont parus en Angleterre en 1958 et 1959 :
- A Bear Called Paddington, 1958
  - Un ours nommé Paddington, Hachette, 2000 ; rééd. Michel Lafon, Paris, octobre 2014  (ISBN 978-2-7499-2270-6)
- More About Paddington, 1959
  - Les Secrets de Paddington. Michel Lafon, Paris, octobre 2014  (ISBN 978-2-7499-2271-3)

### SérieCharlotte
Il a également créé la série Olga da Polga en 1971, traduit sous le titre Charlotte.
Les deux premiers titres de la série :
- The Tales of Olga da Polga, 1971
  - Charlotte parlotte, Fernand Nathan, 1979 ; et rééd.
- Olga Meets Her Match, 1973
  - Un amour de Charlotte, Fernand Nathan, 1980 ; et rééd.

### Autres
- Here Comes Thursday, 1966
  - Samedi descend du ciel, ill. de Mette Ivers, Fernand Nathan, 1984
- The tale of the castle mice, ill. Emily Sutton, 2016
  - Il était une fois le château des souris, ill. Emily Sutton, Albin Michel Jeunesse, 2017

## Distinctions
- Officier de l'ordre de l'Empire britannique (OBE) en 1997[20].
- Commandeur de l’ordre de l’Empire britannique (CBE) le 29 octobre 2015[18].